# Chiesa di Sant'Agostino (Fabriano)
La chiesa di Sant'Agostino di Fabriano sorse con il nome di Santa Maria Nuova ed era annessa al monastero degli agostiniani. Questo era tra i più antichi della città, poiché si ritiene fondato nel 1216 da Gualtiero di Ruggero Chiavelli, e fu incorporato nella cinta delle mura da suo figlio, Alberghetto Chiavelli, all'inizio del XIV secolo; doveva essere molto ampio, come si deduce dalla vastità dei locali ora utilizzati dall'Ospedale Civico "Engles Profili", ed anche pregevolmente ornato, se nel suo refettorio erano, insieme con altre pitture poi andate perse, i tre grandi affreschi del XIII secolo, ora conservati nella Pinacoteca civica Bruno Molajoli.
Della primitiva costruzione della chiesa non si conoscono date documentali; gli elementi più antichi visibili non risalgono oltre il 1300, mentre si sa che già nel 1258 in essa ebbe sepoltura Gualtiero Chiavelli; si ha poi notizia di una consacrazione dei primi cinque altari nel 1360 e di una riconsacrazione generale dell'intero tempio dopo un altro ampliamento eseguito nel 1449; infine, nel 1768, la chiesa, essendo stata gravemente danneggiata dal terremoto fu restaurata, ampliata, (Michelangelo Barboni da Pesaro per gli interni, lo svizzero Giacomo Cantoni per gli stucchi), e manomessa nell'antica struttura della quale oggi non rimangono che poche tracce: all'esterno, alcuni elementi architettonici del portico tra la chiesa ed il monastero a chiusura della piazzetta adiacente alla chiesa, due arco a sesto acuto, di cui uno in pietra.
Oltrepassando quest'ultimo, si entra nel chiostro modernamente ricostruito: nella parete dell'ex monastero rimane un portale in pietra, del XIV secolo, decorato con una fascia a zigzag, con una croce al vertice; inoltre l'ossatura della cappella in cui fu il sepolcro dei beati Giovanni e Pietro Becchetti, della fine del XIV secolo, nel lato a sinistra dove sono state recentemente rintracciate alcune grandi sculture lignee policrome raffiguranti il Crocifisso, l'Addolorata, San Giovanni, la Pietà, opere che dovrebbero riallacciarsi alle altre sculture lignee della Pinacoteca, ma delle quali solo un restauro potrà meglio indicare la qualità e l'epoca (XIV secolo?).
Sul fondo della cappella-sepolcro è stato rinvenuto un interessante affresco tardogotico raffigurante un grande albero stilizzato recante ad ogni ramo un medaglione con iscritta una figura di santo, di recente pubblicato come opera della maturità di Lorenzo Salimbeni da San Severino Marche.

## Portale

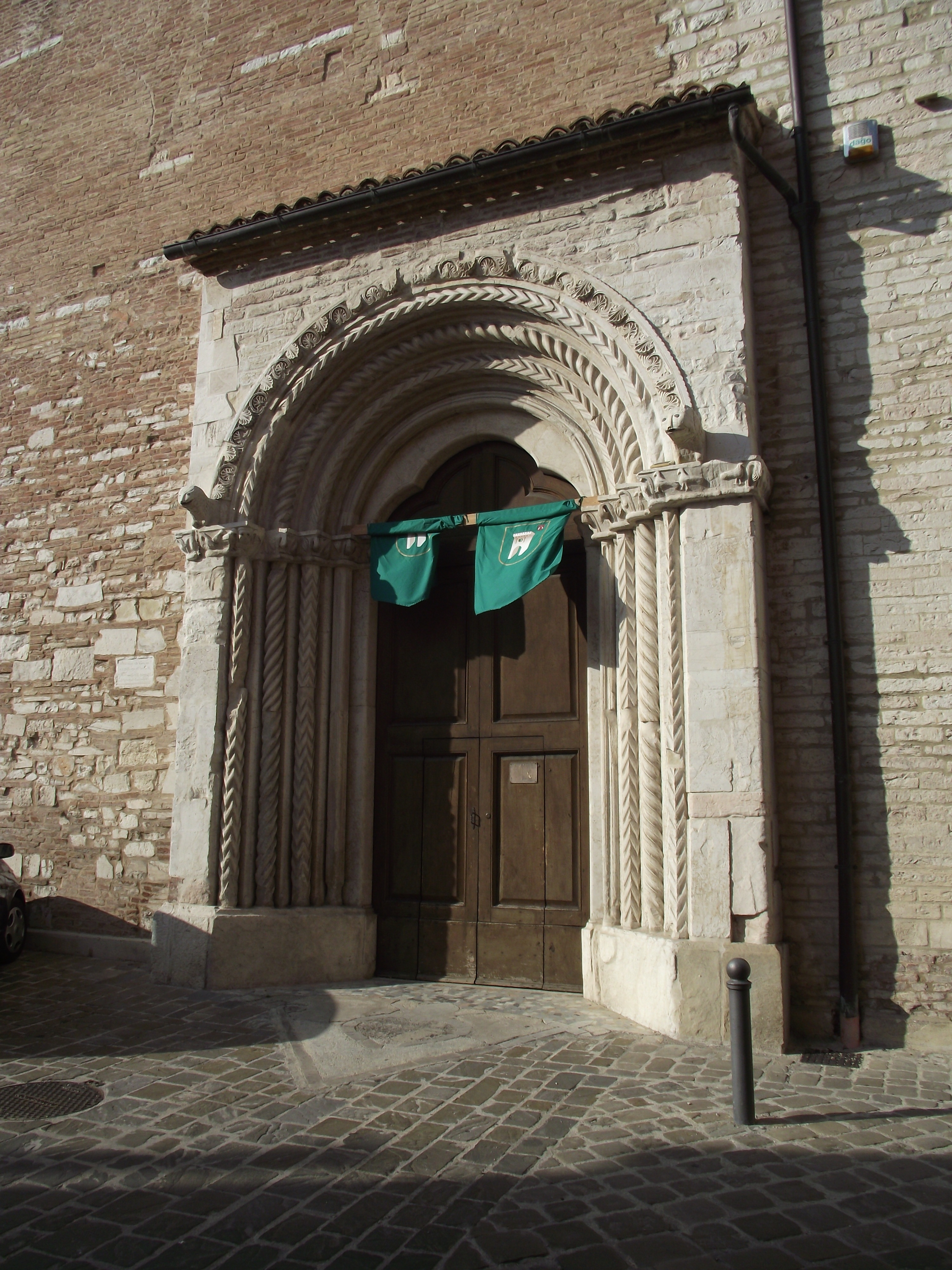

Il portale nella parete destra, stilisticamente databile alla fine del XIII secolo, o forse meglio al principio del XIV, è una pregevole opera che, pur richiamando schemi romanici ed esemplari non dissimili, conservati in altre chiese delle Marche, appare improntata già di accenti gotici e condotta con elegante finezza nell'intaglio della pietra: s'adorna di esili colonne (spinate, a tortiglione, scannellate) adattate ciascuna nell'angolo formato dal digradare delle arcate, traforando senza soluzione di continuità la cornice dei capitelli, che è decorata di figure bestiarie, maschere umane e foglie di pino stilizzate. L'arco esterno è chiuso da una cornice di foglie piatte a palmette alternate; all'imposta di esse, da ambo i lati, emerge una figura leonina, di tipo romanico. L'arco interno è trilobo.
Nella parete, a sinistra del portale, è murata una piccola pietra tombale, datata 1281, già nella chiesa.

## Interno
L'interno è costituito da una navata unica, grandiosa e mossa, e presenta nelle pareti, nelle volte, negli altari, un'organica e garbata, decorazione di stucchi comprendente anche statue: del disegno architettonico fu autore l'agostiniani Michelangelo Barboni da Pesaro, i lavori di stucco furono compiuti da Giacomo Cantoni, svizzero, dal 1756 al 1769.
Le tele degli altari sono del fermano Filippo Ricci (1768), tranne quella della Crocifissione (primo altare a sinistra), eseguita nel 1642 da uno dei numerosi pittori iesini della famiglia Aquilini (Antonio o Aquilino), e quella di San Nicola da Tolentino dipinta da Michelangelo Milani.
Il pulpito ligneo fu intagliato nel 1703 da tal Giovanni Antonio, fabrianese, e dorato nel 1736.
Nel coro, sopra gli stalli lignei settecenteschi, sono appese alle pareti tre tele di Giuseppe Cades (Roma, 1750 - 1799), provenienti dalla demolita Chiesa di San Francesco: un Sant'Antonio da Padova genuflesso davanti a Gesù bambino (firmata e datata: I. Cades, 1791), una Santa Lucia e Santa Apollonia e una Estasi di San Giuseppe da Copertino.
In chiesa si trovava la prima opera firmata e datata (1570) in autonomia da Simone De Magistris, sensibile protagonista dell'arte controriformata nel territorio appenninico tra Macerata, Camerino e Fabriano: una tavola con il Presepe con San Nicola da Tolentino, oggi nella Pinacoteca Civica.

### Cappelle gotiche
Dal coro, per due porte ricavate tra gli stalli, a destra ed a sinistra si accede a due cappelle gotiche (in origine aperte verso la chiesa), decorate con importanti affreschi di scuola fabrianese-riminese del XIV secolo. Nella cappella a destra del coro, già consacrata a Sant'Agostino, gli affreschi sono in gran parte distrutti o gravemente rovinati; nella zona superiore fu iniziato il restauro nel primo decennio del XX secolo, e lasciato incompiuto; nel 1933 furono demoliti i tramezzi e fatti i lavori preparatori di assetto generale, completato nel 1951. Gli affreschi in migliore stato di conservazione rappresentano, nelle vele della volta, quattro Santi. Nella cappella a sinistra del coro, già consacrata a Sant'Antonio (vi si accede più comodamente dalla sagrestia), la volta a crociera ha costoloni decorati con i consueti motivi geometrici; nelle vele sono visibili poche tracce delle figure di santi a mezzo busto racchiuse entro cornici mistilinee.